# Subathous
Subathous is een geslacht van kevers uit de familie  
kniptorren (Elateridae).
Het geslacht is voor het eerst wetenschappelijk beschreven in 1918 door Fleutiaux.

## Soorten
Het geslacht omvat de volgende soorten:
- Subathous formosensis Kishii, 1993
- Subathous tonkinensis Fleutiaux, 1918